# Marseille-en-Beauvaisis
Marseille-en-Beauvaisis är en kommun i departementet Oise i regionen Hauts-de-France i norra Frankrike. Kommunen ligger i kantonen Marseille-en-Beauvaisis som tillhör arrondissementet Beauvais. År 2022 hade Marseille-en-Beauvaisis 1 426 invånare.

## Befolkningsutveckling
Antalet invånare i kommunen Marseille-en-Beauvaisis
| Referens: INSEE |